# Anastasia (1997)
Anastasia  é um filme norte-americano de 1997, dos gêneros animação, musical, aventura, drama e romance produzido e dirigido por Don Bluth e Gary Goldman.
Trata-se de uma animação produzida pela Fox Animation Studios, uma extinta divisão de animação que pertenceu a 20th Century Fox. O filme apresenta as vozes de Meg Ryan, John Cusack, Kelsey Grammer, Christopher Lloyd, Hank Azaria, Bernadette Peters e Angela Lansbury, sendo baseado na lenda urbana de que a princesa Anastásia Romanov teria escapado ao assassinato de sua família.
Anastasia estreou nacionalmente nos Estados Unidos no dia 21 de novembro de 1997 e, apesar das objeções de alguns historiadores, teve uma recepção positiva de muitos críticos. Além disso, embora o orçamento do filme tenha sido de cerca de 50 milhões de dólares, a animação arrecadou mais de 139 milhões de dólares mundialmente, tornando o longa um sucesso de bilheteria. Anastasia também recebeu indicações para vários prêmios, incluindo para dois Oscars de Melhor canção original (pela música "Journey to the Past") e Melhor musical.

## Enredo
O filme começa na Rússia em 1916, e mostra a pequena e rica Anastasia, juntamente com a avó, tentando escapar de uma multidão revolucionária em guerra, e do maldoso Rasputin, que começou a Revolução com um poderoso feitiço, já que na época a Rússia estava em guerra. Ambas saem por meio de uma passagem secreta na parede do palácio ajudadas por um menino que era um dos criados e correm para a estação de trem. Cercadas de aristocratas e da elite social que estavam a tentar fugir das forças bolcheviques que se tinham apoderado de São Petersburgo, Anastásia separa-se de sua avó, mas corre para alcançá-la já no trem em movimento, acaba sendo derrubada pelas pessoas e bate com a cabeça nos ferros do trilho do trem, perdendo a memória instantaneamente. Sua avó se desespera e tenta ir lá buscá-la, mas não consegue sair do trem em movimento. A partir daí, a vida da rica e poderosa, mas doce e simples Anastácia mudará radicalmente.
Algum tempo depois, Anastasia acaba indo parar num orfanato, sendo criada com o nome "Anya". Aos dezoito anos ela é convidada a deixar o orfanato e com o desejo de reencontrar sua família, volta a São Petesburgo e lá conhece Dimitri e Vladímir, dois sujeitos que tem por objetivo levar uma impostora como sendo a verdadeira Anastácia para Paris a fim de receber a recompensa que a avó da menina estava oferecendo, pois há anos a avó procura a neta desaparecida. Anastácia é pobre, passa dificuldades e não se lembra de ninguém de sua família, e pensa que sempre morou no orfanato, mas quer conhecer a família de sangue. Num dado momento da história, Dimitri percebe que a moça é a verdadeira herdeira do trono russo, mas a essa altura ele já está apaixonado por Anastácia e vai enfrentar alguns problemas para provar à avó dela que se trata da verdadeira desaparecida e provar a ela seu amor. Ele se lembra que era o criado da avó de Anastácia quando ela era pequena e aos poucos, revela o passado dela a Anastácia.
Juntos, depois, vão enfrentar Rasputin, que quer acabar de uma vez por todas com a última descendente dos Romanov. No fim, após ouvir uma música que a avó põe numa caixinha de música, Anastácia se lembra completamente de seu passado; pois era essa a música que Anastácia ouvia sair da mesma caixinha de música da avó, quando era menor, para dormir. Assim fica provado que ela é uma das Gran-Duquesas Russas, no entanto, ela foge com Dimitri, visto que percebe que, apesar de sentir-se feliz com suas redescobertas, seria mais feliz ao lado de Dimitri.

## Elenco original
- Meg Ryan como Anastasia: criada num orfanato sob o nome de "Anya", aos dezoito anos inicia uma jornada para descobrir sua verdadeira identidade como filha mais nova da família Romanov e grã-duquesa da Rússia;
  - Liz Callaway forneceu a voz de Anastasia adulta durante as canções;
  - Kirsten Dunst forneceu a voz de Anastasia quando criança;
  - Lacey Chabert interpretou as canções de Anastasia quando criança;
- John Cusack como Dimitri: um homem vigarista, ex-servo dos Romanov e o interesse amoroso de Anastasia;
  - Jonathan Dokuchitz fornece a voz de Dimitri durante as canções;
  - Glenn Walker Harris, Jr. forneceu a voz do jovem Dimitri;
- Kelsey Grammer como Vladimir "Vlad" Vanya Voinitsky Vasilovich: um ex-nobre que virou vigarista e amigo de Dimitri;[7]
- Christopher Lloyd como Rasputin: um feiticeiro perigosamente malvado e enlouquecido pelo poder que amaldiçoa a família Romanov, causando a execução de quase toda a família, restando apenas Maria e Anastasia;
  - Jim Cummings fornece a voz de Rasputin durante as canções;
- Hank Azaria como Bartok: um morcego albino ajudante de Rasputin, a quem ele trata como animal de estimação;
- Angela Lansbury como Imperatriz Maria da Rússia: mãe de Nicolau e avó de Anastasia, ela escapa do assassinato da família Romanov junto com sua neta;
- Bernadette Peters como Sophie "Sofia" Stanislovskievna Somorkov-Smirnoff: prima de primeiro grau de Maria e dama de companhia desta;
- Andrea Martin como Dona Phlegmenkoff: a arrogante e desprezível dona do orfanato onde Anastasia é cuidada até os dezoito anos;
- Rick Jones como Nicolau Romanov II: o último imperador e czar da Rússia e pai de Anastasia;
  - Jones também dublou um soldado revolucionário, um servo da família e o bilheteiro da estação de trem;
- Arthur Malet como o fiscal de documentos do trem onde Anastasia, Dimitri e Vlad viajam.

## Produção

### Desenvolvimento
Em maio de 1994, o jornal Los Angeles Times informou que Don Bluth e Gary Goldman haviam assinado um contrato de longo prazo para produzir animações com a 20th Century Fox, com o estúdio investindo mais de cem milhões de dólares na construção de um estúdio de animação. A empresa havia escolhido a cidade de Phoenix, no estado americano do Arizona, para a localização do novo estúdio de animação uma vez que o estado ofereceu à empresa cerca de um milhão de dólares em fundos de treinamento profissional e empréstimos a juros baixos para a aquisição de equipamentos de animação digital e de última geração; o novo estúdio contaria com uma equipe de trezentos artistas e técnicos, um terço dos quais trabalhou com Bluth e Goldman em Dublin, na Irlanda, para a Sullivan Bluth Studios. Para seu primeiro projeto, o estúdio insistiu que os produtores selecionassem uma dentre uma dúzia de propriedades que a empresa detinha, onde Bluth e Goldman sugeriram adaptar O Rei e Eu e My Fair Lady, embora Bluth e Goldman achassem que seria impossível retratar o desempenho de Audrey Hepburn e as canções de Lerner e Loewe como animações. Seguindo várias sugestões de histórias, a ideia de adaptar Anastasia veio de Bill Mechanic, então CEO da Fox Filmed Entertainment. Mais tarde, eles adaptaram elementos da história de Pigmalião para melhor retratarem uma mulher em uma animação de uma forma mais real possível.
No início da produção, Bluth e Goldman começaram a pesquisar os eventos reais, recrutando ex-agentes da CIA estabelecidos em Moscou e São Petersburgo. Nessa mesma época, o roteirista Eric Tuchman havia escrito um roteiro que o seu assistente Bruce Graham descreveu como sendo "muito adulto, muito baseado na realidade, puramente sobre política e sem mágica ou comédia"; eventualmente, Bluth e Goldman decidiram que a história de Anastasia e a dinastia Romanov eram sombrias demais para um filme animado. Em 1995, Graham e Susan Gauthier refizeram o roteiro de Tuchman num formato de uma comédia romântica alegre; quando Graham e Gauthier migraram para outros projetos, o casal de roteiristas Bob Tzudiker e Noni White foi contratado para reescritas adicionais. A atriz Carrie Fisher também fez reescritas não creditadas do filme, particularmente na cena em que Anya deixa o orfanato rumo à Paris.
Para os vilões, Bluth também não levou em consideração a representação de Vladimir Lenin e os bolcheviques e inicialmente brincou com a ideia de um chefe de polícia querer uma "vingança" contra Anastasia. Em vez disso, eles decidiram ter Grigori Rasputin como o vilão com Goldman explicando que era por causa de "todas as coisas diferentes que a família Romanov fazia para tentar destruir Rasputin e pela sua aparência de homem tenebroso que ele tinha, o que tornou mais fácil de transformá-lo no vilão"; na realidade, Rasputin já estava morto quando os Romanov foram assassinados. Além disso, Bluth criou a ideia para Bartok, o morcego albino, como companheiro de Rasputin: "Eu apenas pensei que o vilão tinha que ter um companheiro cômico, apenas para que todos soubessem o momento certo para rir. Um morcego parecia um amigo natural de Rasputin, torná-lo um morcego branco veio depois, apenas para dar uma visão mais 'inocente'". Os compositores Stephen Flaherty e Lynn Ahrens lembraram-se de estarem em uma franquia da rede de restaurantes Au Bon Pain, na cidade de Nova York, onde Rasputin e Bartok foram elaborados, e ficaram consternados com a decisão de seguir uma rota historicamente imprecisa; eles fizeram sua adaptação musical de palco "mais sofisticada, mais abrangente, mais política" para abranger sua visão original.

### Escolha do elenco
Don Bluth afirmou que Meg Ryan foi sua primeira e única escolha para a personagem-título. No entanto, Ryan estava indecisa em aceitar o papel devido a natureza sombria que envolvia a história; para convencê-la, a equipe de animação pegou um clipe de áudio da personagem Annie Reed do filme Sintonia de Amor e concebeu um rolo de animação baseado nele, que foi exibido para ela após um convite do estúdio. "Fiquei impressionada com aquilo que eles fizeram", confessou Ryan, aceitando o papel. Antes de Meg Ryan ser escolhida, a cantora e atriz da Broadway Liz Callaway foi convidada para gravar várias demos das músicas do filme na esperança de conseguir uma função realizando vocais de fundo nas canções, mas sua performance foi tão apreciada pelo produtores que Callaway teve sua voz utilizada como vocal principal nas faixas cantadas por Anastasia. Cusack admitiu abertamente, depois de ser escalado pro elenco de dublagem, que não sabia cantar; as canções envolvendo o seu personagem, Dimitri, acabaram sendo desempenhadas por Jonathan Dokuchitz. Goldman havia comentado que originalmente, assim como no resto do elenco, mandaria Ryan gravar suas falas separadamente das outras, com Bluth lendo as falas dos outros personagens para ela, no entanto, depois que Ryan e os diretores descobriram que o método era muito desafiador quando seu personagem foi emparelhado com Dimitri, ela e Cusack gravaram o diálogo de seus personagens juntos, com Goldman observando: "Isso fez uma enorme diferença".
Peter O'Toole foi considerado para o papel de Rasputin, mas Christopher Lloyd foi contratado por conta de sua popularidade na trilogia Back to the Future. Bartok foi inicialmente pensado para ser dublado por Woody Allen, mas o estúdio relutou em contratá-lo após revelações de seu relacionamento com a filha adotiva de sua ex-parceira Mia Farrow, Soon-Yi Previn. Martin Short também foi considerado, mas Hank Azaria ganhou o papel dez minutos depois de realizar sua audição.

### Música
A trilha sonora do filme foi composta, co-orquestrada e conduzida por David Newman, cujo pai, Alfred Newman, compôs a trilha sonora do filme homônimo de 1956. As músicas, das quais "Journey to the Past" foi indicada ao Oscar de melhor canção original, foram escritas por Lynn Ahrens e Stephen Flaherty. A primeira música que eles escreveram para o projeto foi "Once Upon a December", que foi concebida durante uma onda de calor no Estados Unidos a qual "eles estavam suando e escrevendo letras de inverno".
A música "Journey to the Past" obteve uma versão pop com a cantora Thalía e também com a cantora Aaliyah. Thalía cantou 3 versões (espanhol, português e inglês). No Brasil o clipe em português (''Viagem ao Passado'') foi bastante difundido e Thalía se tornou a garota propaganda do filme.
A trilha sonora do filme foi lançada em CD e K7 em 28 de outubro de 1997.
| Críticas profissionais | Críticas profissionais |
| Avaliações da crítica  | Avaliações da crítica  |
| Fonte                  | Avaliação              |
| ---------------------- | ---------------------- |
| AllMusic               | 3 de 5 estrelas.       |

| N.º | Título                                                              | Duração |  |
| 1.  | "A Rumor in St. Petersburg"                                         | 3:25    |  |
| 2.  | "Journey to the Past" (Liz Callaway)                                | 2:55    |  |
| 3.  | "Once Upon a December" (Liz Callaway)                               | 2:48    |  |
| 4.  | "In the Dark of the Night" (Jim Cummings)                           | 3:21    |  |
| 5.  | "Learn to Do It" (Kelsey Grammer, Liz Callaway, Jonathan Dokuchitz) | 2:36    |  |
| 6.  | "Learn to Do It" (Kelsey Grammer)                                   | 1:45    |  |
| 7.  | "Paris Holds the Key" (Bernadette Peters, Jonathan Dokuchitz)       | 3:02    |  |
| 8.  | "At the Beginning" (Donna Lewis e Richard Marx)                     | 3:40    |  |
| 9.  | "Journey to the Past" (Aaliyah)                                     | 4:04    |  |
| 10. | "Once Upon a December" (Deana Carter)                               | 3:34    |  |
| 11. | "Prologue" (David Newman)                                           | 6:23    |  |
| 12. | "Speaking of Sophie" (David Newman)                                 | 2:36    |  |
| 13. | "The Nightmare" (David Newman)                                      | 3:05    |  |
| 14. | "Kidnap and Reunion" (David Newman)                                 | 4:29    |  |
| 15. | "Reminiscing with Grandma" (David Newman)                           | 3:17    |  |
| 16. | "Finale" (David Newman)                                             | 2:59    |  |
| 17. | "Viaje Tiempo Atrás" (Thalía)                                       | 3:07    |  |

## Lançamento

### Marketing
Anastasia foi acompanhada de uma campanha de marketing de mais de US$ 50 milhões com patrocínios promocionais do Burger King, Dole Food Company, Hershey's, Chesebrough-Ponds, Macy's Thanksgiving Day Parade, Shell Oil Company e do Campeonato de Patinação Artística dos Estados Unidos em 1997. Para merchandising, a Fox selecionou a fabricante de brinquedos Galoob para licenciar bonecas baseadas em Anastasia. Muitos livros de histórias adaptados do filme foram lançados pela Little Golden Books. Em agosto de 1997, os parques temáticos do SeaWorld em San Diego e Orlando exibiram um playground inflável de 40 e 20 pés de altura para crianças chamado "Anastasia's Kingdom" ("Reino de Anastasia").

### Mídia doméstica
Em 28 de abril de 1998, Anastasia foi lançado em VHS e vendeu oito milhões de unidades. Em 14 de março de 2006, o filme foi relançado em um DVD da coleção "Family Fun Edition" da Fox Films, com dois discos contendo o filme em formato widescreen original de 2.35:1; o primeiro disco continha o filme, um comentário em áudio opcional dos diretores/roteiristas Bluth e Goldman e recursos extras, enquanto o segundo continha um documentário de making-of, um videoclipe de "Journey to the Past", interpretado pela cantora Aaliyah, além de outros conteúdos adicionais. O filme foi lançado em Blu-ray em 22 de março de 2011 juntamente com Bartok the Magnificent.

## Recepção

### Resposta da crítica
O site agregador de críticas Rotten Tomatoes atribui ao filme uma pontuação de 85% com base em 54 críticas e uma classificação média de 7.12/10; o consenso crítico do site diz: "Animações bonitas, uma visão afável da história russa e performances de voz fortes fazem de Anastasia um grande primeiro filme vencedor da Fox Animation Studios". O crítico Roger Ebert, do jornal Chicago Sun-Times, premiou o filme com três e meia de quatro estrelas, escrevendo: "O resultado é divertido e às vezes emocionante". O jornal The Cincinnati Enquirer descreveu Anastasia como "encantador" e "divertido". Lisa Osbourne, da revista Boxoffice, chamou o filme de "um puro entretenimento familiar". concedendo ao filme três de cinco estrelas, o crítico da Empire Philip Thomas escreveu: "imprecisões históricas à parte, Anastasia consegue ser um pequeno filme encantador".
Vários críticos fizeram comparações positivas entre Anastasia e os filmes da Disney lançados durante sua era renascentista, observando semelhanças em seus estilos de história e animação: Marjorie Baumgarten, do The Austin Chronicle, premiou o filme com três de cinco estrelas; comparando sua qualidade com a de um filme de animação da Disney, Baumgarten escreveu que Anastasia "pode não derrotar a Disney frente a frente, mas certamente não será por falta de tentativa"; Baumgarten continuou: "esse filme de aparência sumptuosa claramente não poupou custos em sua renderização visual, seus floreios ópticos e atenção aos detalhes visam o padrão de ouro da Disney e, na maioria das vezes, chegam muito perto desta qualidade". Jeffrey Gantz, crítico do The Phoenix brincou: "Se a imitação é de fato a forma mais sincera de lisonja, então o pessoal da Disney deve se sentir elogiado pelo novo filme de animação da Twentieth Century Fox sobre a filha mais nova do czar Nicolau II". Owen Gleiberman, da Entertainment Weekly, escreveu: "O desafio de Fox ao império da Disney é um musical lindamente animado", no entanto, Gleiberman continuou: "Anastasia tem o mesmo estilo frio da Disney, mas deve um clima mais mágico se comparado aos filmes da rival".
A recepção crítica na Rússia também foi, em grande parte, positiva, apesar das liberdades artísticas que o filme levou com a história da Rússia. A Gemini Films, empresa que distribuiu Anastasia no país, enfatizou o fato de que a história "não é história", mas "um conto de fadas no contexto de verdadeiros eventos russos" na campanha de marketing russa do filme, para que o público russo não visse a animação "como um filme histórico". Como resultado, muitos russos elogiaram o filme por sua arte e narrativa e o consideraram "não tanto um pedaço da história, mas outra importação ocidental a ser consumida e apreciada".
Alguns cristãos ortodoxos russos, por outro lado, consideraram Anastasia uma representação ofensiva da grã-duquesa, que foi canonizada como uma nova mártir em 1981 pela Igreja Ortodoxa Russa fora da Rússia. Enquanto os produtores do filme disseram que Anastasia usou a história real apenas como um ponto de partida, outros cineastas se queixaram de que o filme iria fornecer ao seu público fatos enganosos sobre a história da Rússia e que, de acordo com a autora e historiadora Suzanne Massie, o filme "tenha levado informações erradas para o público por tantos anos". Da mesma forma, o historiador amador Bob Atchison disse que Anastasia era semelhante a alguém fazendo um filme no qual Anne Frank "se muda para Orlando e abre uma fazenda de crocodilos com um cara chamado Mort".
Alguns dos parentes contemporâneos de Anastasia também sentiram que o filme era desagradável, mas a maioria dos Romanov chegou a aceitar a "exploração repetida do conto romântico de Anastasia com equanimidade".

### Desempenho comercial
O lançamento limitado de Anastasia no Ziegfeld Theatre, em Nova York, no fim de semana de 14 de novembro de 1997, arrecadou US$ 120.541. Na semana seguinte, o amplo lançamento do filme nos Estados Unidos faturou US$ 14,1 milhões (uma média de US$ 5.692 em 2.478 cinemas), o que o colocou na segunda posição no fim de semana de 21 a 23 de novembro de 1997. Ao final de sua exibição teatral, Anastasia havia arrecadado 58,4 milhões de dólares nas bilheterias norte-americanas e 81,4 milhões de dólares internacionalmente; o faturamento mundial foi de US$ 139,8 milhões, tornando-o no filme de maior bilheteria de Don Bluth até hoje, superando An American Tail de 1986 em cerca de US$ 55 milhões. Don Bluth não emplacava um filme de sucesso desde 1989, quando produziu e dirigiu All Dogs Go to Heaven.

## Legado

### Prequela despin-off
Em 1999, foi lançada uma prequela do filme em spin-off diretamente em vídeo chamada Bartok the Magnificent, focada no personagem de Bartok.

### Peça musical
Em 21 de abril de 2015, o teatro Hartford Stage em Hartford, Connecticut, anunciou que estrearia uma nova adaptação da história de Anastasia, com libreto de Terrence McNally, letras de Lynn Ahrens, música de Stephen Flaherty e direção de Darko Tresnjak. A produção decorreu de 13 de maio a 19 de junho de 2016.
É um novo musical original que combina inspirações das duas adaptações da Fox lançadas 1956 e em 1997. Segundo Tresnjak, o musical apresenta seis músicas do filme de animação e inclui dezesseis novas canções. Além disso, houve alguns personagens recém-reescritos, incluindo o policial secreto Gleb Vaganov (no lugar de Rasputin) e Lily, que foi renomeada no lugar de Sophie. McNally disse: "Esta é uma versão teatral para um público de teatro moderno... O libreto é 'uma mistura' do antigo e do novo... Existem personagens no musical que não aparecem nem na versão do desenho animado nem na versão de Ingrid Bergman".
A adaptação do teatro de Hartford contou com Christy Altomare como Anastasia, Derek Klena como Dimitri, Mary Beth Peil como a Imperatriz, Manoel Felciano como Gleb Vaganov, John Bolton como Vladimir, Caroline O'Connor como Lily e Nicole Scimeca como a jovem Anastasia. O musical foi transferido para a Broadway com grande parte do elenco original de Hartford, aberto em 24 de abril de 2017, no Broadhurst Theatre, recendo críticas mistas.

## Prêmios e indicações
Anastasia recebeu um prêmio da Broadcast Film Critics Association na categoria "Melhor Filme para a Família" e foi indicado a sete outros prêmios, incluindo dois Óscars nas categorias de "Melhor Trilha Sonora ou Comédia Original" (perdendo para Ou Tudo ou Nada) e "Melhor Canção Original" por "Journey to the Past" (perdida para "My Heart Will Go On" de Titanic). A cantora de R&B Aaliyah apresentou sua versão pop única de "Journey to the Past" durante a septuagésima cerimônia do Oscar.
| Indicações e prêmios em cerimônias        | Indicações e prêmios em cerimônias | Indicações e prêmios em cerimônias                                                                       | Indicações e prêmios em cerimônias                                                                   | Indicações e prêmios em cerimônias |
| Cerimônia                                 | Data da cerimônia                  | Categoria                                                                                                | Recipientes e indicados                                                                              | Resultado                          |
| ----------------------------------------- | ---------------------------------- | --- | --- | ---------------------------------- |
| Óscar                                     | 23 de março de 1998                | Melhor canção original                                                                                   | "Journey to the Past", música de Stephen Flaherty e letras de Lynn Ahrens                            | Indicado                           |
| Óscar                                     | 23 de março de 1998                | Melhor música, trilha sonora ou musical original                                                         | Lynn Ahrens, Stephen Flaherty e David Newman                                                         | Indicado                           |
| Annie Awards                              | 13 de novembro de 1998             | Melhor filme de animação                                                                                 | Anastasia Twentieth Century Fox e Fox Animation Studios                                              | Indicado                           |
| Annie Awards                              | 13 de novembro de 1998             | Realização individual excepcional para animação de efeitos                                               | Peter Matheson                                                                                       | Indicado                           |
| Annie Awards                              | 13 de novembro de 1998             | Realização individual extraordinária por dirigir uma produção de animação                                | Don Bluth e Gary Goldman                                                                             | Indicado                           |
| Annie Awards                              | 13 de novembro de 1998             | Realização individual excepcional de música em uma produção de animação                                  | Lynn Ahrens, Stephen Flaherty e David Newman                                                         | Indicado                           |
| Annie Awards                              | 13 de novembro de 1998             | Realização individual excepcional por produzir em uma produção de animação                               | Don Bluth e Gary Goldman                                                                             | Indicado                           |
| Annie Awards                              | 13 de novembro de 1998             | Conquista individual excepcional por dublagem de uma artista feminina em uma produção de animação        | Angela Lansbury por interpretar a "Imperatriz da Rússia".                                            | Indicado                           |
| Annie Awards                              | 13 de novembro de 1998             | Conquista individual excepcional por dublagem de uma artista feminina em uma produção de animação        | Meg Ryan por interpretar "Anastasia".                                                                | Indicado                           |
| Annie Awards                              | 13 de novembro de 1998             | Conquista individual excepcional para atuação de voz de um artista masculino em uma produção de animação | Hank Azaria por interpretar "Bartok".                                                                | Venceu                             |
| Annie Awards                              | 13 de novembro de 1998             | Realização individual excepcional para escrever em uma produção de animação                              | Adaptação da animação: Eric Tuchman Roteiro: Susan Gauthier, Bruce Graham, Noni White e Bob Tzudiker | Indicado                           |
| Blockbuster Entertainment Awards          | 10 de março de 1998                | Filme de animação favorito para família                                                                  | | Venceu                             |
| Broadcast Film Critics Association Awards | 20 de janeiro de 1998              | Melhor Filme de Família                                                                                  | | Venceu                             |
| Globo de Ouro                             | 18 de janeiro de 1998              | Melhor canção original                                                                                   | "Journey to the Past", música de Stephen Flaherty e letras de Lynn Ahrens                            | Indicado                           |
| Globo de Ouro                             | 18 de janeiro de 1998              | Melhor canção original                                                                                   | "Once Upon a December" música de Stephen Flaherty e letras de Lynn Ahrens                            | Indicado                           |